# Костянтин Калиновський
Вікентій (Вінцент) Костянтин Калиновський (біл. Вінцэнт Канстанцін (Кастусь) Каліноўскі), також відомий як Кастусь Калиновський (21 січня (2 лютого) 1838, Мостовляни, Гродненський повіт, Гродненська губернія, Російська імперія — 10 (22) березня 1864, Вільно) — білоруський публіцист, правник і громадський діяч, один з регіональних очільників польського Січневого повстання на землях сучасних Литви й Білорусі, спрямованого проти Російської імперії.

## Життєпис

### Дитинство та юність
Шляхетський рід Калиновських герба «Калинова» відомий з кінця XV століття. Предки Кастуся Калиновського протягом майже ста років володіли маєтком Калинова на Бранській землі, на кордоні Литви і Польщі, але у другій половині XVIII століття маєток було продано.
Батько — безземельний гродненський польський шляхтич, власник невеликої ткацької мануфактури Симон (Семен) Калиновський, мати, Вероніка Каліновська (до шлюбу Рибінська), померла, коли Костянтину було 5 років.
Костянтин Калиновський народився в селі Мостовляни Гродненського повіту (нині у Підляському воєводстві Польщі).
У 1847–1852 роках навчався в Свіслоцькому повітовому училищі, після закінчення якого (1856 рік) декілька років прожив у батьківському маєтку Якушевка (у володінні Калиновських із 1849 року), допомагаючи в господарських справах і, очевидно, займаючись самоосвітою. Великий вплив на Калиновського мав старший брат Віктор, який навчався в Московському університеті й досліджував за дорученням Віленської археологічної комісії старовинні білоруські рукописи.

### Революційна діяльність
У 1856 році вступив на юридичний факультет Петербурзького університету, який закінчив через чотири роки з науковим ступенем кандидата права. Протягом навчання в університеті брав участь у діяльності нелегальних студентських гуртків, зокрема групи студентського земляцтва «Агул», разом з братом був членом таємної військово-революційної організації офіцерів Генштабу, яку очолювали Зигмунт Сераковський та Ярослав Домбровський.

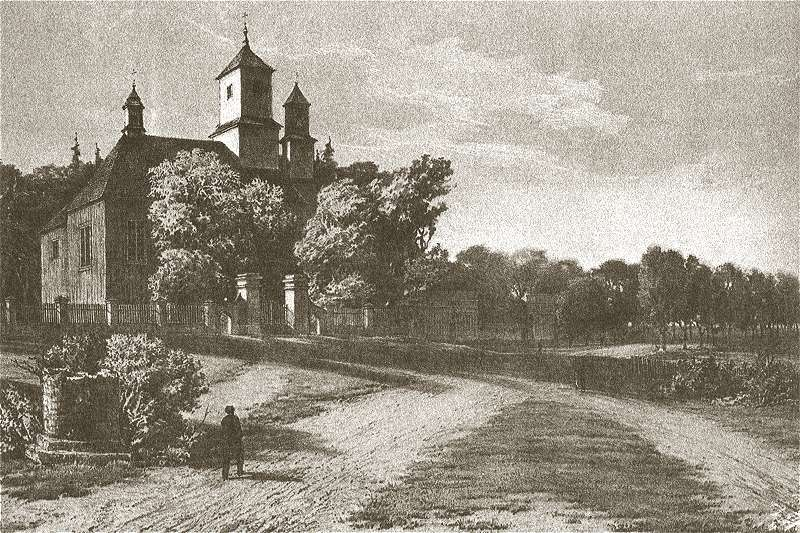
Свіслоч, де навчався Костянтин Калиновський

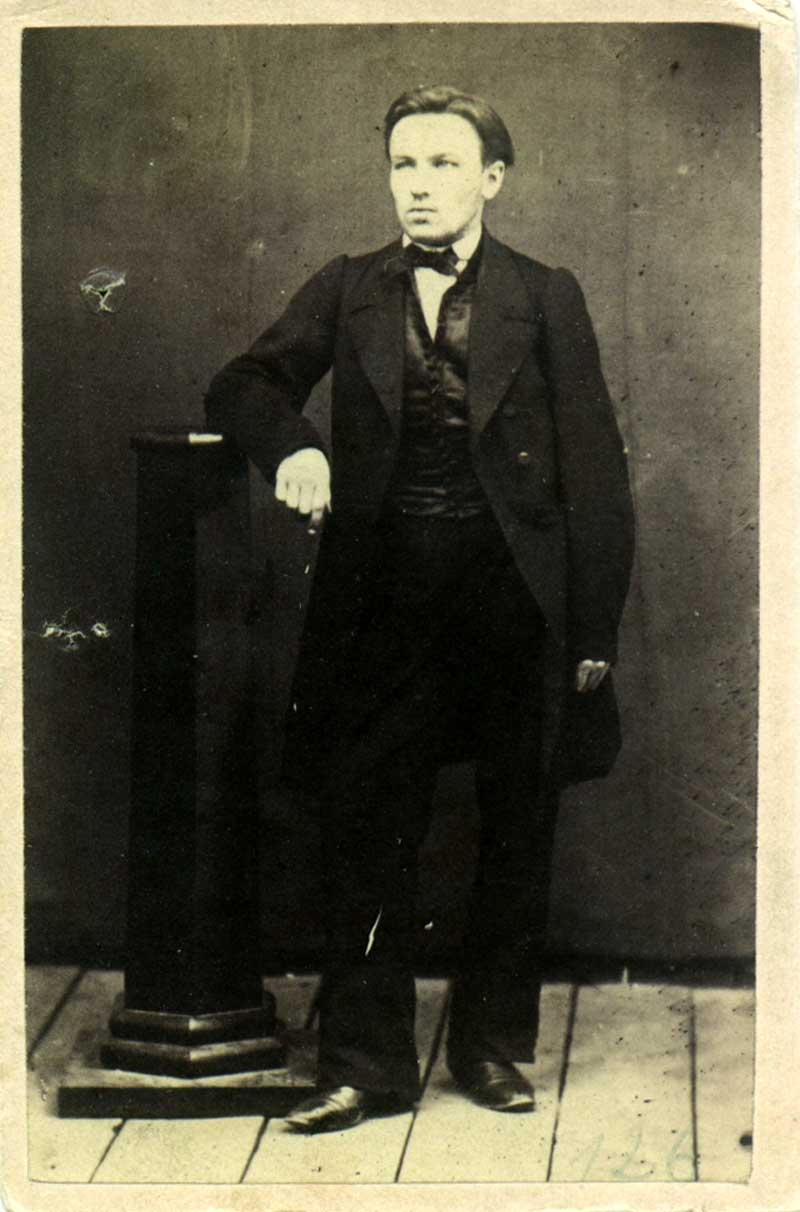
Кастусь Калиновський, 1860—1863 рр.

Отримавши 17 лютого 1861 року університетський диплом, зробив спробу влаштуватися на роботу у Вільні в адміністрацію місцевого генерал-губернатора В. І. Назімава, щоб відразу розпочати тут революційну діяльність зі створення мережі конспіративних груп для роботи серед майбутніх учасників повстання. Вважають, що на цей час припадає його знайомство з майбутньою нареченою Марією Ямонт. 2 березня 1861 року він подав на ім'я Віленського генерал-губернатора заяву наступного змісту:
|  | Скончыўшы курс навук у імпэратарскім С.-Пецярбурскім унівэрсытэце паступіць на службу, маю гонар пакорна прасіць Ваша Высокаправасхадзіцельства ўзычыць мне магчымасьць служыць пад высокім начальствам Вашага Высокаправасхадзіцельства |

Влаштуванню Кастуся Калиновського на роботу сприяв ад'ютант В. І. Назімава Людвік Зьвяждовский, однак спроби виявилися марними і на початку весни 1861 року Калиновський повернувся в Гродно, почавши створення революційної організації .
За своїм ідейним переконанням, він був революційним демократом, виступав за повалення самодержавства, скасування поміщицького землеволодіння. Вважав, що тільки широка участь в майбутньому повстанні селянство може забезпечити перемогу. У цьому руслі й вів Костянтин Калиновський агітаційну роботу.
Улітку 1862 року разом із соратниками з Гродненської революційної організації Феліксом Рожанським, Станіславом Сангіном і Валерієм Врублевським почав випуск «Мужицької правди» (біл. Мужыцкай праўды) — першої в історії газети білоруською мовою. Всього вийшло 7 номерів цієї нелегальної газети. Вона викривала політику імперської влади, пояснювала ситуацію в країні, викривала обман царського маніфесту про скасування кріпосницького права, закликала селян до боротьби. Кастусь Каліновський сформулював ідею демократичної народної держави :
|  | …не народ зроблены для ўраду, а ўрад для народу. |

Кожен номер «Мужицкай правди» був незмінно підписаний псевдонімом «Яська-господар з-під Вільна». Калиновський брав особисту участь у поширенні газети: розвозив її по селах, розкидав по дорогах.

### Керівництво повстанням

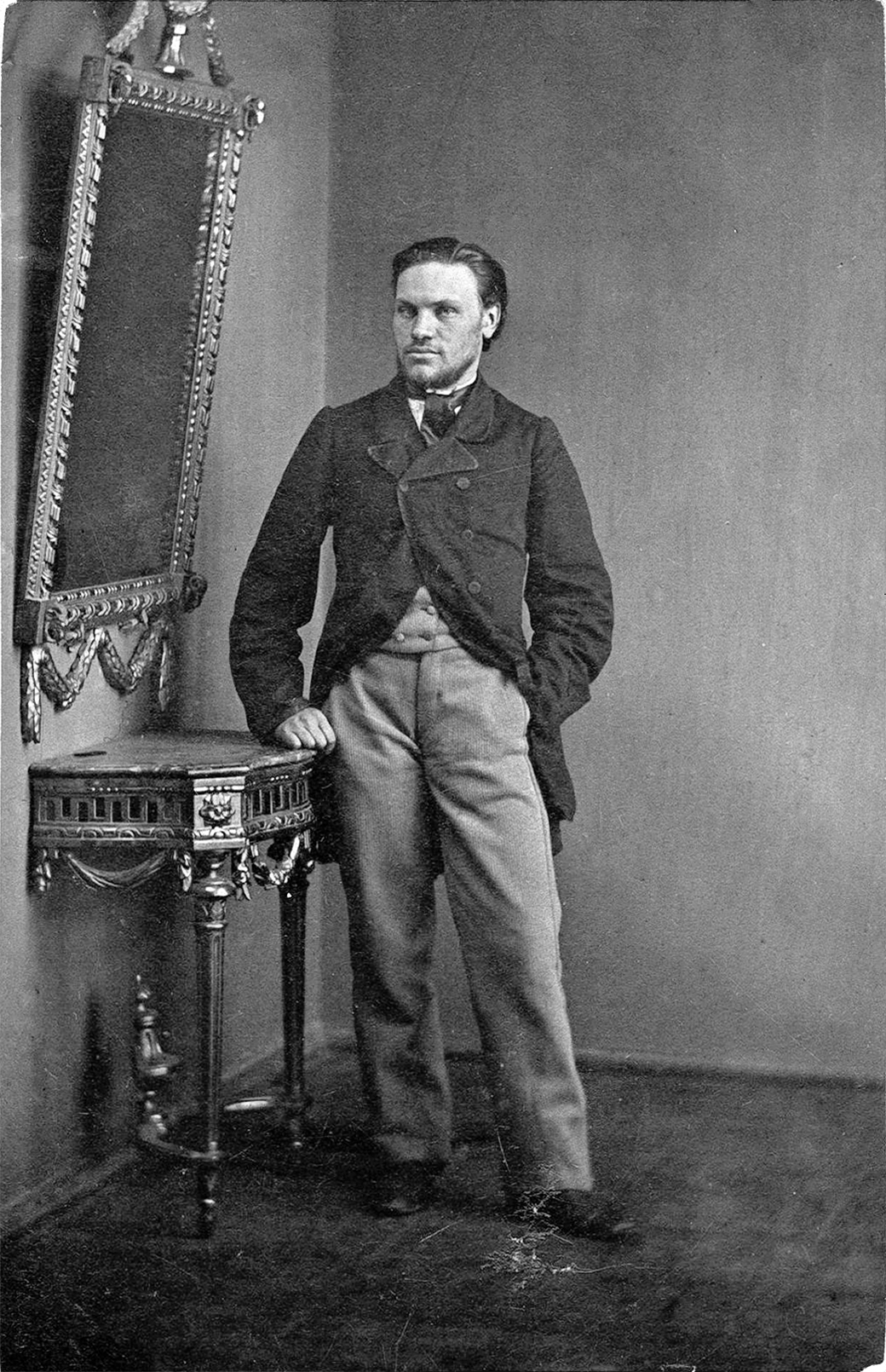
Кастусь Калиновський, 1863

У 1862 році Кастусь Калиновський уже входив до складу Литовського провінційного комітету (ЛПК) — центрального органу підготовки повстання в Литві-Білорусі. А восени того ж року став його головою. Кастусь Каліновський стояв на чолі найпослідовніших революціонерів, яких на відміну від лібералів («білих») називали «червоними». Цей напрямок визвольного руху передбачав демократичну республіку, передачу землі селянам, самовизначення народів колишньої Речі Посполитої. «Білі» ж бачили головною метою повстання тільки відновлення Речі Посполитої в кордонах 1772 року.
Однак головування Калиновського у віленському повстанському комітеті тривало недовго. Незабаром після вибуху повстання, злякавшись переростання виступів в селянську війну, варшавський центр і місцеві поміщики домоглися розпуску ЛПК. Кастуся Калиновського направили на рідну Гродненщину на посаду повстанського комісара воєводства.
Активна робота Кастуся Калиновського в умовах повстання на посаді воєводського комісара сприяла тому, що саме на Гродненщині повстанці мали найбільш боєздатну, потужну організацію, залучили до боротьби багато селян. У травні 1863 р. разом з Еразмом Заблоцьким К. Калиновським здійснив організаційну інспекційну поїздку на Слонімщину. Після від'їзду К. Калиновського до Вільна Е. Заблоцький обійняв посаду воєводського комісара.

#### На квартирі Ямонт
З червня 1863 року через масові арешти К. Калиновський змушений був повернутися до Вільна, де діяв під конспіративними прізвищами Макаревич, Чернецький, Хамович, Хамуціус на квартирі Ямонт в будинку Шишкіна на Великій вулиці. Тут він знову взяв центральне управління у свої руки. Зустрічався з найбільш близькими і перевіреними людьми, проводив наради революційного уряду.
Це була одна з найголовніших конспіративних явок Кастуся Калиновського. Опис квартири Ямонт і його тутешньої діяльності збереглася почасти в показаннях заарештованих революціонерів Віленській надзвичайній слідчій комісії. Так Вітольд Парфенович описує квартиру наступним чином:
|  | У пакоі справа ад дзьвярэй знаходзілася канапа, пры ёй стол і два крэслы, далей стаяла камода, акно справа ад канапы выходзіла ў галерэю |

Після свого арешту 24 березня 1864 секретар Кастуся Калиновського Ільдефонс Мілевич свідчив про побут Калиновського в квартирі вже заарештованих Ямонтів:
|  | З Каліноўскім я сустракаўся некалькі разоў ў Юзэфа Яманта... У Ямантаў Каліноўскі ў маёй прысутнасьці ні з кім з пабочных асобаў не сустракаўся. Аднойчы толькі ў бытнасьць маю і Каліноўскага ў Ямантаў прыходзіў Шадурскі і, паклікаўшы Каліноўскага, размаўляў зь ім некаторы час ў пярэдім пакоі... … Да саміх Ямантаў часьцей за ўсё прыходзілі сваякі — лекар Радзевіч (служыць на чыгунцы), родны брат жанатагаз дачкой Яманта, замужняя дачка (Ямантаў), Людвіка Радзевіч, і Дзваноўскі, акрамя таго былі яшчэ некаторыя знаёмыя Ямантам жанчыны, але прозьвішчы іх мне невядомыя. |

Тезка на прізвище з Костянтином Юзеф Калиновський про Віленську явку революціонера згадував:
|  | У канцы жніўня ці ў пачатку верасьня (1863 году) я зь ім (Кастусём Каліноўскім) зноў спаткаўся на Нямецкай вуліцы, ён запрсіў мяне ў кватэру Ямантаў… З таго часу я сустракаўся з Каліноўскім у той жа кватэры… Пры ўваходзе ў кватэру Ямантаў трэба было пастукаць. У тыя часы, калі я ў ёй бываў, дзьверы адчыняў ці сам Каліноўскі, ці Далеўскі… |

Людвіка Ямонт у своїх «Спогадах» називала прізвища багатьох революціонерів, які в ті часи тісно співпрацювали з Костянтином Калиновським:
|  | Сярод рэвалюцыйнай моладзі («чырвоных»), якая зьбіралася ў майго брата Бзэфа для абмеркаваньня справаў на нарады, ня ўсіх ведала асабіста. Але тых, каго ведала, добра памятаю па нязвыклых рысах характару, палымянай любові да Радзімы і гераічнай адданасьці справе. Як жывыя паўстаюць у маёй памяці дарагія вобразы Тытуса Далеўскага, Канстанціна Каліноўскага, Станіслава Бухавецкага, Эмануэля Юндзіла [сына вядомага натураліста], Эдмунда Вярыгі, Ігната Здановіча [сына выкладчыка гісторыі], Ільдэфонса Мілевіча. З моладзі, якая прыбыла з Каралеўства памятаю [Мечыслава] Дарманоўскага з калегамі. Прозьвішчы многіх іншых цяпер ужо не магу прыпомніць, але памяць аб іх справах жыве ў сэрцы. Усе яны былі людзі шляхетныя, выдатных здольнасьцяў, нязвыклай сілы духу. Іх страта стала для краю сапраўднай бядой. Сэрца замірае, калі ўсьведамляеш маштабы няшчасьця народа, цьвет якога растаптаў вораг, а над памяцьцю гэтых сьвятых мучанікаў часам зьдзекуюцца ўласныя дзеці. |

Наприкінці липня 1863 року на квартирі Ямонт відбулося побачення Кастуся Калиновського з рідним братом польського письменника Болеслава Пруса — Левоном Гловацьким. Як комісар народного уряду він приїжджав з Варшави до Вільні, щоб обговорити суперечності, які виникли між керівниками повстання в Білорусі і в Польщі.
Намагаючись реанімувати повстання, Кастусь Калиновський видав «наказ до народу землі литовською та білоруською». Однак дії були запізнілими, повстання в Білорусі вже захлинулося в крові. Основні сили повстанців були розбиті імперськими карателями.

### Арешт і страта
З осені 1863 року Калиновський спрямував зусилля на накопичення сил для нового виступу навесні наступного року. Але виданий зрадником - комісаром Могилевської губернії Вітовтом Парфеновичем, у ніч на 29 січня 1864 року він був схоплений царськими жандармами в Святоянських стінах (поруч із собором Святого Іоанна), де ховався під ім'ям Ігнатія Вітаженца.
Під час слідства та суду Кастусь Каліновський тримався хоробро. На пропозицію полегшити свою долю, назвавши адреси та імена соратників, він відповів:
|  | Калі грамадзкая шчырасьць ёсьць дабрачыннасьцю, то шпіёнства апаганьвае чалавека. Усьведамленьне гонару, уласнае годнасьці і таго становішча, якое я займаў у грамадзтве, не дазваляюць мне ісьці па іншым шляху. |

Царський військово-польовий суд засудив вождя повстанців до розстрілу. Проте відомий своєю жорстокістю у придушенні повстання російський генерал Муравйов висловився за повішення. Кастуся Калиновського публічно повісили на торговій площі Лукішкі у Вільно.

### Заповіт

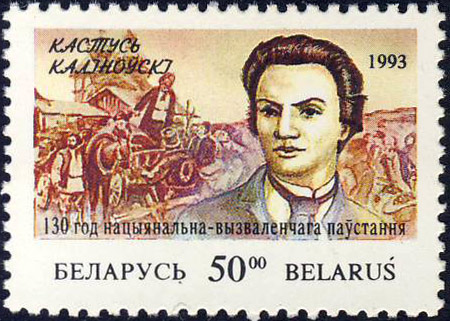
Поштова марка, яку видала Белпочта до 130-річчя Національно-визвольного повстання в Білорусі та Литві

З ув'язнення Калиновський передав на волю свій заповіт білоруському народові — «Лист з-під шибениці»:
|  | Браты мае, мужыкі родныя. З-пад шыбеніцы маскоўскай прыходзіць мне да вас пісаці, і, можа, раз астатні. Горка пакінуць зямельку родную і цябе, дарагі мой народзе. Грудзі застогнуць, забаліць сэрца, — но не жаль згінуць за тваю праўду… Няма ш, браткі, большага шчасьця на гэтым сьвеце, як калі чалавек у галаве мае розум і навуку… Но як дзень з ноччу не ходзіць разам, так не ідзе разам навука праўдзіва з няволяй маскоўскай. Дапокуль яна ў нас будзе, у нас нічога ня будзе, ня будзе праўды, багацтва і ніякай навукі, — адно намі, як скацінай, варочаць будуць не для дабра, но на пагібель нашу… Бо я табе з-пад шыбеніцы кажу, Народзе, што тагды толькі зажывеш шчасьліва, калі над табою Маскаля ўжо ня будзе. Твой слуга Яська-гаспадар з-пад Вільні |

Як стверджують сучасні дослідники, думки Кастуся Калиновського про необхідність боротьби за свою Вітчизну, висловлені ним у «Листі з-під шибениці», можна вважати початковим оформленням білоруської національної ідеї.

## Знайдення місця поховання
Археологи, співробітники Національного музею історії Литви Гітіс Грижас і Валдас Сцепанайціс були одними з перших фахівців, які натрапили на фрагменти людських решток на Гедиміновій (Замковій) горі у Вільнюсі. У лютому 2016 року там стався перший зсув, який повторився в жовтні. Виникла загроза знаменитій вежі Гедиміна — пам'ятнику історії та культури XIV століття. Потрібно було терміново «зв'язати» ґрунтові тріщини, щоб будівельники могли почати ліквідацію наслідків.
Але з урахуванням історичної значущості місце спочатку виконали свою роботу археологи. Розкопки почалися в січні 2017 року, і вже через кілька днів відкрилася перша похоронна яма, в якій, як тепер стало зрозуміло, лежав Кастусь Калиновський.
«Це був чоловік 25-26 років, — розповів Гітіс Грижас. — Він лежав на боці, руки за спиною зв'язані, тіло облите вапном. При ньому знайшли деякі предмети: фрагменти взуття, ґудзики, медальйон із зображенням Богоматері Остробрамської, а також розкладний медальйон, всередині якого з одного боку хрестик з Христом, з іншого — сильно витерті, але пізнавальні обриси святого Казимира».
Дослідники з Вільнюського університету на основі антропологічного дослідження і порівняння черепа з прижиттєвої фотографією прийшли до висновку, що останки одного з похованих з «точністю до 95 %» належать Калиновському.
Замасковані могили повстанців, які знайшли археологи, були спільні та індивідуальні — можливо, в залежності від черговості виконання вироків. За словами експерта, найбільша кількість виявлених останків в ямі — три. У чотирьох знайшли по дві людини, в десяти інших — по одній. Усі жертви — чоловіки, від 19 до 53 років.
Схоже, що росіяни зрівняли поховання з землею навмисне — щоб не перетворити їх на місце паломництва.

## Увічнення пам'яті

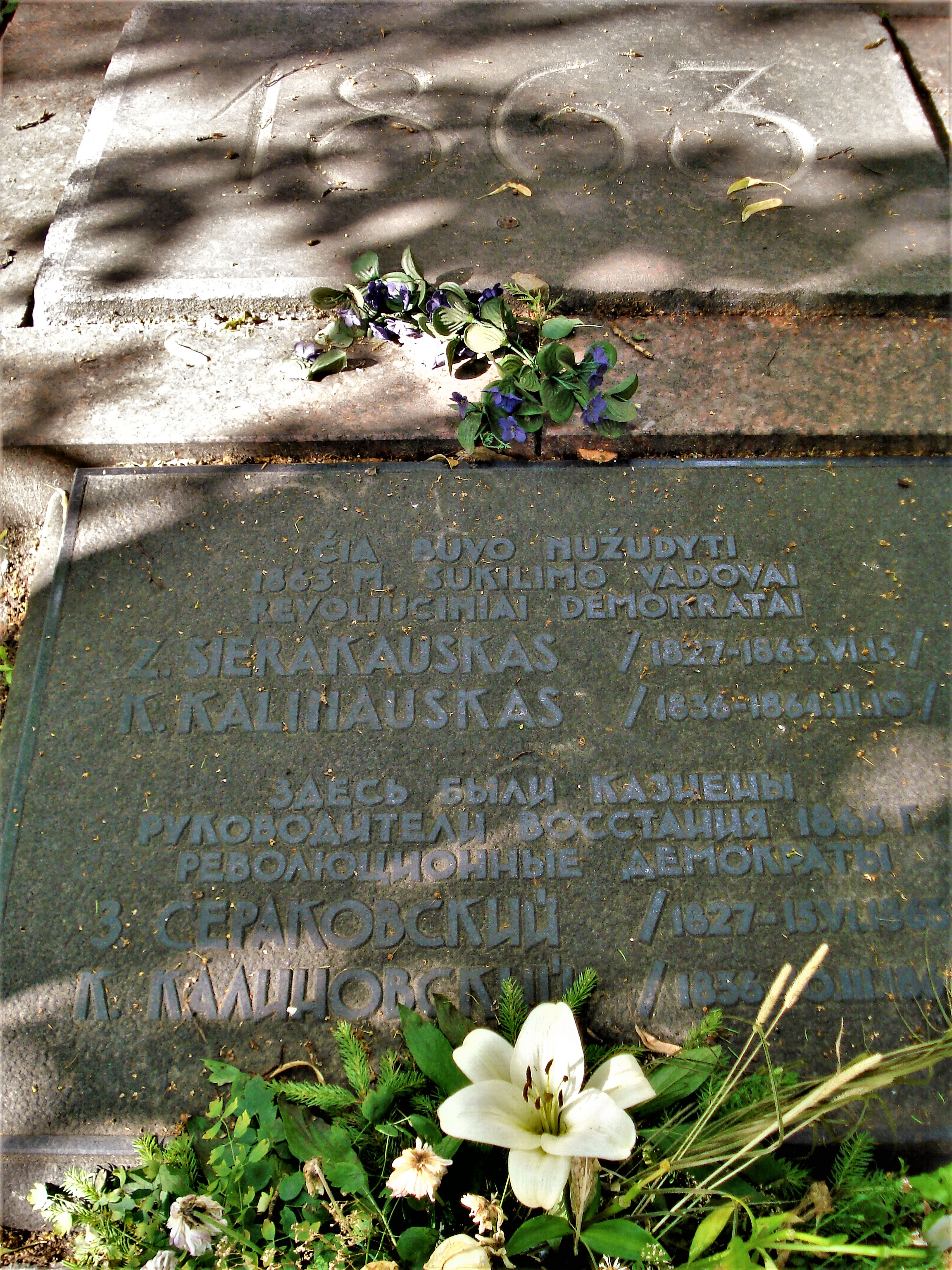
Плита на честь Калиновського на Лукіській площі

У Вільнюсі на Лукіській площі, де було повішено К. Калиновського, на його честь установлено меморіал у вигляді плити та дерев'яного хреста.
1926 року в Мінську давню Катерининську вулицю перейменували на честь Костянтина Калиновського, а 1928 року в УРСР було знято художній фільм «Кастусь Калиновський», в якому розповідалося про керівника повстання 1863—1864 років.
1963 року на честь Кастуся Калиновського назвали нову вулицю в Мінському мікрорайоні Схід.
З початку 1990-х років вислів Кастуся Калиновського «Не народ для уряду, а уряд для народу» вміщено як епіграфі на першій сторінці газети «Республіка».
1993 року на стіні вільнюського костелу Святого Духа, де в колишньому домініканському монастирі знаходився в ув'язненні Кастусь Калиновський, з боку вулиці Ігнота встановили меморіальну дошку на згадку про Калиновського.
Указом президента Білорусі від 15 січня 1996 року № 26 було затверджено Орден Кастуся Калиновського , положення про який було прийнято ще 1995 року. Нагороду скасували 2007 року.
Під час вторгнення Росії в Україну у 2022 році білоруські добровольці створили батальйон, а згодом полк імені Калиновського для оборони Києва.
Вулиця Кастуся Калиновського у місті Київ. Також вулиці існують у Рівному, Кривому Розі, Нікополі та Ужгороді.

### Меморіал на площі Лукішкі
У 2008—2009 роках Вільнюське самоврядування вирішило провести реконструкцію центральної площі Лукішкі. Було виділено 7 фінальних проектів реконструкції площі, але тільки один із них передбачав збереження пам'ятника борцям повстання 1863-го року. Білоруська держава не висловила зацікавленості в захисті пам'ятника, тому існує ймовірність, що пам'ятник буде ліквідовано.
22 березня 2009 року на Лукіській площі відбулася акція вшанування пам'яті героїв проти знесення меморіалу.

## У художній літературі
Історія кохання Вікентія (Кастуся) Калиновського та Марії Ямонт описана в романі білоруського письменника Анатолія Боровського «Волею обраний». Своє кохання вони пронесли через боротьбу, довівши, що важливіше справжньої любові у світі немає нічого. Зосередившись на почуттях героїв роману, письменник пояснює, чому повстання зазнало поразки. Роман відзначений літературною премією «Воїн світла» (2016).